# Callophrys xami
Callophrys xami es una mariposa incluida en el subgénero Xamia y el género Callophrys en la familia Lycaenidae. Fue descrita por Tryon Reakirt en 1867. Nombres comunes para esta especie, según la región, incluyen "green hairstreak", "elfin" y "sedosa verde de Coahuila". C. xami es considerada una especie muy rara de mariposa, y su área de distribución va de Texas y Arizona hasta Guatemala. Callophrys gryneus y Chlorostrymon simaethis son especies similares, pero ambas difieren significativamente de C. xami  en su línea blanca que corre a través de las alas.

## Descripción
C. xami es una especie de mariposa con un tamaño de alas de 2.38 a 2.86 cm. La parte trasera del ala trasera es verde amarilla, y también contiene la línea blanca, la cual es discernible en la mitad del ala, donde forma una W hacia las colas de la mariposa. Algunas especie similares a  C. xami  son Callophrys gryneus y Chlorostrymon simaethis. Las diferencias importantes son que C. gryneus carece de la marca de W en la línea blanca mientras que Chlorostrymon simaethis tiene una banda más ancha en la parte inferior del ala trasera.

## Hábitat y rango geográfico
C. xami se distribuye en el sur de Estados Unidos, específicamente en el sureste de Arizona y centro de Texas , a través de México y hasta Guatemala. La distribución de la mariposa abarca América del Norte y partes de América Central. C. xami vive cerca de bosques de coníferas y en áreas relativamente soleadas a lo largo de pendientes de montañas y de cañones que proporcionan sombra. Estas mariposas habitan en áreas con climas templados y frescos.

## Defensa de territorio
En cuanto a la territorialidad, los machos  de C. xami a menudo cambian territorios ya que éstos  juegan un papel importante en la ubicación de parejas y cortejo. Específicamente, los machos competidores pueden entrar al territorio de otro macho, y agresivamente desplazarlo habiendo que cambie de territorio. Otra razón por la que los machos pueden dejar su territorio es la búsqueda de un mejor territorio que tenga mejores recursos o mejor acceso a parejas. La competencia entre machos por territorios es importante. Una vez que un macho abandona su territorio, otro macho llena el vacío rápidamente para aumentar sus posibilidades de obtener acceso a alimento y a otros recursos.

## Plantas hospederas

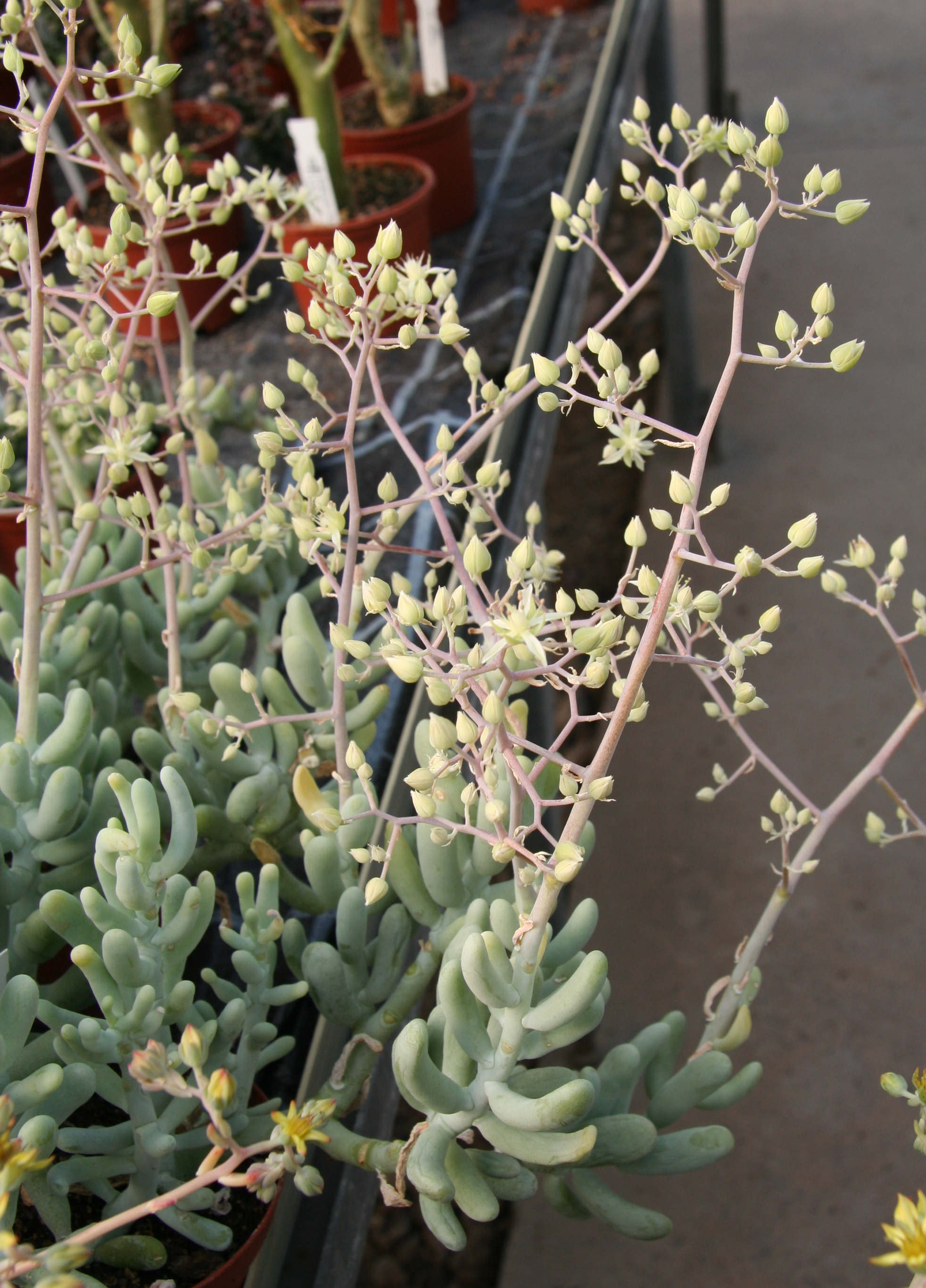
Sedum allantoides, una de las plantas hospederas preferidas por C. xami.

La mayoría de las plantas hospederas de C. xami pertenecen a los géneros Echeveria y Sedum, de la familia Crassulaceae. Muchas de estas plantas son nativas al occidente y suroeste de Estados Unidos y México. En México, Echeveria gibbiflora y Sedum allantoides son las plantas hospederas más comunes. La función de plantas hospederas es crítica a la oviposición de C. xami. Estas plantas también sirven como principal recurso alimentario para las larvas de C. xami.

## Oviposición
El proceso de oviposición en C. xami empieza con la mariposa macho perchando o volando  ligeramente cerca de la planta hospedera, muy probablemente una planta del género Echeveria. Cuando perchan en  Echeveria, los machos esperan y observan a las mariposas hembras que pasan. Las hembras ovipositan cuando han encontrado una planta aceptable. La oviposición sucede después de la copulación y puede durar hasta dos días. Las hembras generalmente depositan sus huevos en la parte inferior de las hojas,donde están más protegidos de las depredación. Para C. xami y otras especies de Lepidoptera, el comportamiento de oviposición selectiva de las hembras como su preferencia por ciertas plantas hospederas, puede resultar en ciertos mecanismos de defensa de parte de la planta hospedera.

## Ciclo de vida
Los huevos tienen forma esférica, ligeramente aplanados, de aproximadamente 0.7 a 0.8 mm de diámetro y 0.5 mm de altura. Los huevos son similares a los de especies relacionadas como los huevos de la sedosa del enebro o la sedosa de bandas plateadas. Son inicialmente de un color verde pálido, que gradualmente se descolora y se vuelve blanco con el tiempo. La duración promedio de la etapa de huevo en el ciclo de vida para C. xami es de aproximadamente siete días. Los huevos se encuentran generalmente en la parte inferior de las hojas de las plantas anfitrionas.

### Larva
La fase larval de C. xami no está bien documentada, ni el número preciso de estadios, ni su  duración. Se ha  reportado que por lo menos hay tres estadios separados, pero puede haber cuatro o cinco. Durante la primera etapa del desarrollo del primer estadio, el rango de tamaño del cuerpo de las larvas es de 0.8 a 1.0 mm. El color de las larvas cambia con la edad ; en el caso del primer estadio, el cuerpo de las larvas, está cubierto en folículos de cabellos parduscos minúsculos, es de color pálido amarillo con alguna sombra de coloración marrón en la porción de la cabeza. En el caso del segundo estadio, el cuerpo de las larvas, ahora cubierto en minúsculos folículos rosados con cabellos rojo, puede variar de amarillo-verde a rosa pálido. Durante el último estadio larval, la longitud de cuerpo normalmente mide aproximadamente 16 mm. Con el cuerpo de las larvas ahora cubierto de folículos de color oscuro , su coloración en este estadio final puede tener tono amarillento-verde con una coloración amarilla pálida en la cabeza.

### Pupa
En su forma y aspecto, las pupas no son uniformes, ni homogéneas, sino que pueden variar coloración y tamaño. En algunos casos, se estima que las pupas miden entre 9 y 11 mm de diámetro. En cuanto al color, las pupas pueden variar entre tonos de marrón, de claros a oscuros, así como marrón rojizo e incluso negro. Las manchas marrón oscuro pueden estar presentes en esta etapa. Otra característica de esta etapa es la presencia de dos pequeñas espinas de color marrón pálido en la punta del abdomen.

## Migración y comportamiento de vuelo
C. xami tiene dos o más periodos de actividad durante el año, más a menudo entre los meses de marzo y diciembre. En México que comprende un gran rango geográfico para esta mariposa, se ha reportado que el mayor número de mariposas se observó en la Ciudad de México entre julio y septiembre, seguido por la actividad de diciembre a enero. Un tercer periodo se lleva a cabo de  abril a mayo. Los periodos de mayor actividad son generalmente de junio y de septiembre a diciembre.

## Defensa contra depredadores
La forma y color de las alas traseras de C. xami la protegen de los depredadores ya que parecen ser una cabeza falsa. Los patrones de color del ala trasera crean la apariencia de una cabeza en la parte trasera del cuerpo del insecto. Con esta "falsa cabeza” C. xami sobrevive la depredación por mantis y otros depredadores que se orientan visualmente como los pájaros. Además, es posible que estas "pseudo cabezas" le den una ventaja de supervivencia a las mariposas por desviar los ataques a su ala trasera en lugar de a su verdadera cabeza.

## Apareamiento y cortejo
C. xami es una mariposa poliginia, tiene varias parejas durante el curso de su vida. Una parte importante del cortejo es la defensa del territorio, específicamente la defensa activa de territorios por machos. La competencia por espacio territorial puede resultar del hecho que los territorios a menudo funcionan como estaciones de apareamiento y espacios para cortejo activo. Además, el apareamiento múltiple es generalmente ventajoso para insectos machos para aumentar la probabilidad de producir más descendencia. Como la competencia entre machos es alta, la naturaleza exacta de la relación entre la adecuación de los machos y la  frecuencia de apareamientos no es clara debido a la competencia del esperma, la selección críptica de las hembras y la proporción de costo beneficio del apareamiento.

### Proceso típico de cortejo
El proceso general para una interacción típica de cortejo empieza cuándo una hembra vuela cerca de un macho posado en una percha, posiblemente en una planta hospedera típica como Echeveria gibbiflora. Después de que la hembra pasa, el macho la sigue y empieza un vuelo de cortejo; en algún punto en este vuelo de cortejo que dura aproximadamente 30 segundos, el macho vuela cerca y ligeramente por encima de la hembra. Juntos, el macho y la hembra se posan en una planta, probablemente su hospedera Echeveria, y la mariposa macho se coloca enfrente de la hembra con sus cabezas de frente. El macho continua y agresivamente bate sus alas mientras la  hembra está quieta con las alas cerradas. Eventualmente, el macho se coloca en posición junto a la hembra, con las cabezas y colas de ambas mariposas alineadas, y hace contacto genital con la hembra. Cuando termina la cópula que pueden durar varias horas, el macho puede regresar a la percha en la planta mientras que la hembra se puede alejar, terminando el proceso de cortejo